# Форсирование водной преграды
Форсирование водных преград — военное действие с преодолением водной преграды, обороняющейся с противоположного берега противником.

## Сущность

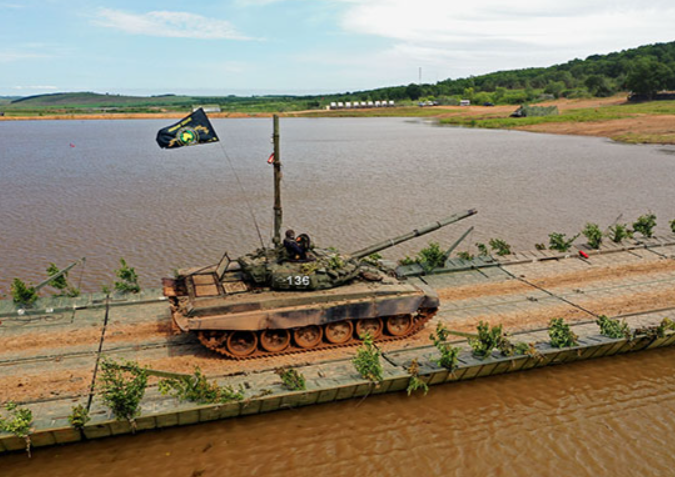
Танк преодолевает водную преграду при помощи понтонного моста. Восточный военный округ

Началом форсирования считается момент отвала от исходного берега подразделений первого эшелона. Заканчивается форсирование захватом на противоположном берегу рубежа, потеря которого лишает противника возможности вести наземное наблюдение за переправой войск. В зависимости от условий обстановки форсирование может осуществляться с ходу с подготовкой форсирования ещё до подхода частей к водной преграде. В этих условиях форсирование осуществляется в том боевом порядке в котором воинская часть ведёт наступление. Если форсировать водную преграду с ходу не удалось, часть осуществляет форсирование с развёртыванием главных сил у водной преграды после дополнительной подготовки в короткие сроки или после всесторонней подготовки. В этом случае форсирование может осуществляться из положения непосредственного соприкосновения с противником или выдвижением из глубины. Соответственно частям назначаются исходные районы для форсирования непосредственно у водной преграды или на удалении 20 км от неё. Исходный рубеж для форсирования назначается в 1 — 2 км, а при занятии исходного района водной преграды в 100—300 метров от уреза воды.
Сущность форсирования заключается в том, что подразделения уничтожают отходящего противника, выходят к водной преграде, используя плавающие боевые машины и табельные средства, переправляются на противоположный берег и в высоком темпе продолжают наступление. При недостатке или отсутствии табельных средств для переправы используются местные и подручные переправочные средства.

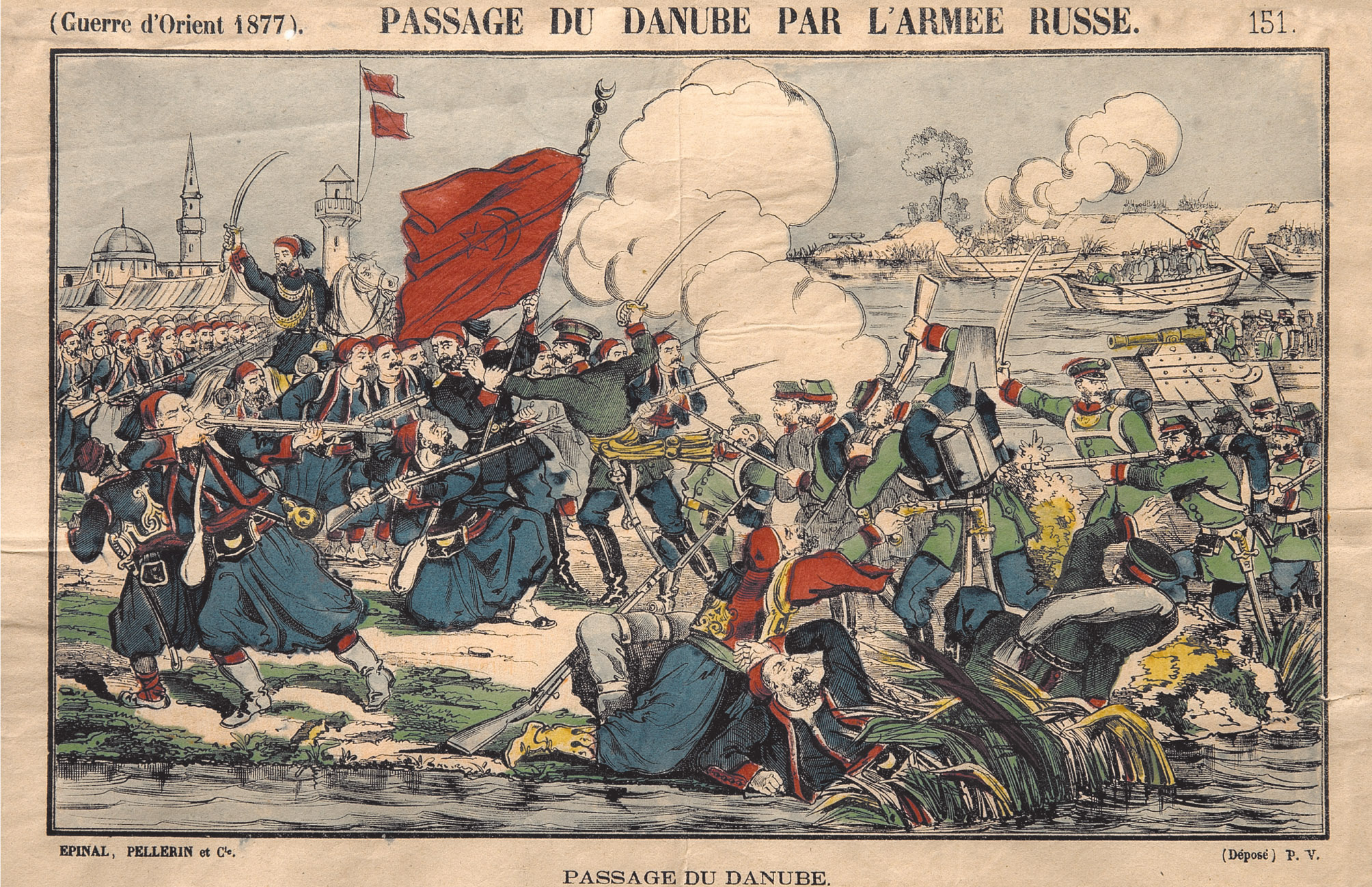
Форсирование водной преграды русскими войсками, 1877 год.
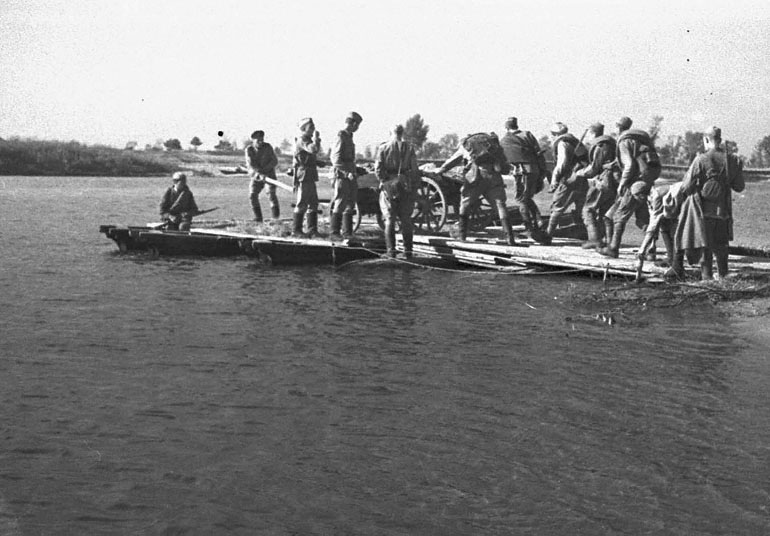
Форсирование советскими войсками Днепра, осенью 1943 года.
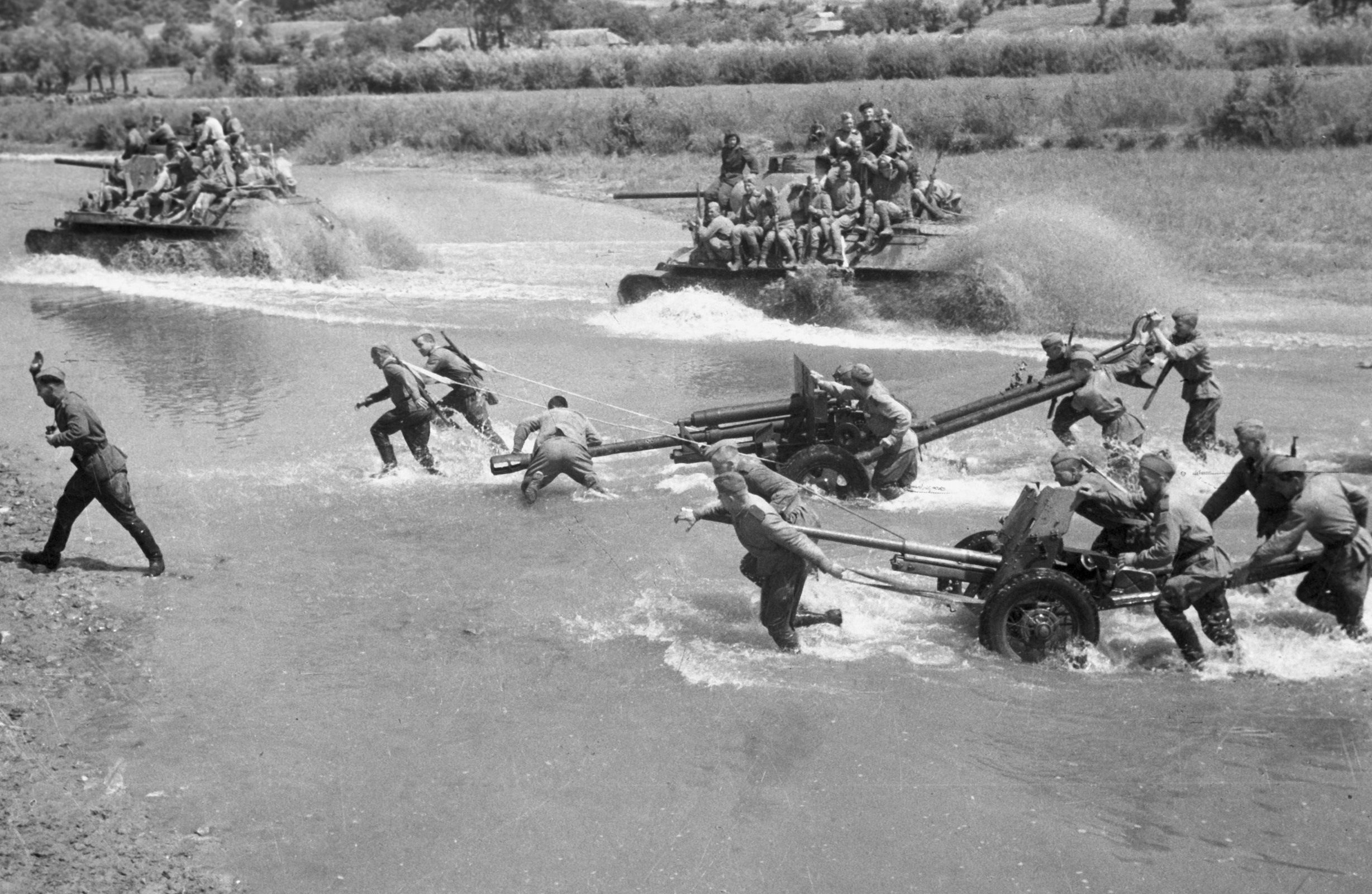
Переправа войск 1-го Украинского фронта, 1944 год.

## Перечень
| Операция                                           | Преграда             | Форсирующая сторона  | Обороняющаяся сторона | Дата                 | Дата                 | Подробности          |
| Операция                                           | Преграда             | Форсирующая сторона  | Обороняющаяся сторона | начала               | завершения           | Подробности          |
| Вторая мировая война                               | Вторая мировая война | Вторая мировая война | Вторая мировая война  | Вторая мировая война | Вторая мировая война | Вторая мировая война |
| -------------------------------------------------- | -------------------- | -------------------- | --------------------- | -------------------- | -------------------- | -------------------- |
| Немецкая Наревская наступательная операция         | Нарев                | Нацистская Германия  | Польша                | 9 сентября 1939      | 10 сентября 1939     |                      |
| Немецкая Висленская наступательная операция        | Висла                | Нацистская Германия  | Польша                | 9 сентября 1939      | 9 сентября 1939      |                      |
| Французская Маасская оборонительная операция       | Маас                 | Нацистская Германия  | Франция               | 13 мая 1940          | 14 мая 1940          |                      |
| Немецкая Соммская наступательная операция          | Сомма                | Нацистская Германия  | Франция               | 5 июня 1940          | 5 июня 1940          |                      |
| Немецкая Уазо-Энская наступательная операция       | Уазо-Энский канал    | Нацистская Германия  | Франция               | 5 июня 1940          | 6 июня 1940          |                      |
| Французская Энская оборонительная операция         | Эна                  | Нацистская Германия  | Франция               | 9 июня 1940          | 10 июня 1940         |                      |
| Немецкая Наревская наступательная операция         | Нарев                | Нацистская Германия  | СССР                  | 26 июня 1941         | 26 июня 1941         |                      |
| Советская Прибалтийская оборонительная операция    | Березина             | Нацистская Германия  | СССР                  | 3 июля 1941          | 3 июля 1941          |                      |
| Советская Смоленская оборонительная операция       | Березина             | Нацистская Германия  | СССР                  | 13 июля 1941         | 16 июля 1941         |                      |
| Советская Ельнинская оборонительная операция       | Березина             | Нацистская Германия  | СССР                  | 8 сентября 1941      | 8 сентября 1941      |                      |
| Немецкая Днепровская наступательная операция       | Днепр                | Нацистская Германия  | СССР                  | 31 августа 1941      | 31 августа 1941      |                      |
| Немецкая Берестовская наступательная операция      | Берестовая           | Нацистская Германия  | СССР                  | 30 сентября 1941     | 30 сентября 1941     |                      |
| Немецкая Волховская наступательная операция        | Волхов               | Нацистская Германия  | СССР                  | 16 октября 1941      | 16 октября 1941      |                      |
| Немецкая Миусская оборонительная операция          | Миус                 | СССР                 | Нацистская Германия   | декабря 1941         | декабря 1941         |                      |
| Советская Донецкая оборонительная операция         | Донец                | Нацистская Германия  | СССР                  | 6 июля 1943          | 6 июля 1943          |                      |
| Немецкая Донецкая оборонительная операция          | Донец                | СССР                 | Нацистская Германия   | 21 января 1943       | августа 1943         |                      |
| Немецкая Вольтурнская оборонительная операция      | Вольтурно            | США                  | Нацистская Германия   | 12 октября 1943      | 12 октября 1943      |                      |
| Немецкая Днепровская оборонительная операция       | Днепр                | СССР                 | Нацистская Германия   | 19 октября 1943      | 19 октября 1943      |                      |
| Союзническая Рапидская наступательная операция     | Рапидо               | США                  | Нацистская Германия   | января 1944          | февраля 1944         |                      |
| Союзническая Арносская наступательная операция     | Арно                 | США                  | Нацистская Германия   | августа 1944         | августа 1944         |                      |
| Союзническая Мозельская наступательная операция    | Мозель               | США                  | Нацистская Германия   | 5 сентября 1944      | 6 сентября 1944      |                      |
| Немецкая Савиоская оборонительная операция         | Савио                | США                  | Нацистская Германия   | 13 октября 1944      | 24 октября 1944      |                      |
| Союзническая Неккарская наступательная операция    | Неккар               | США                  | Нацистская Германия   | 4 апреля 1945        | 8 апреля 1945        |                      |
| Союзническая Ягстская наступательная операция      | Ягст                 | США                  | Нацистская Германия   | 4 апреля 1945        | 11 апреля 1945       |                      |
| Немецкая Одерская оборонительная операция          | Одер                 | США                  | Нацистская Германия   | февраля 1945         | марта 1945           |                      |
| Советская Одерская наступательная операция         | Одер                 | СССР                 | Нацистская Германия   | 16 апреля 1945       | 16 апреля 1945       |                      |
| Корейская война                                    |                      |                      |                       |                      |                      |                      |
| Союзническая Нактонганская оборонительная операция | Нактонган            | Китай                | ООН                   | августа 1950         | сентября 1950        |                      |